# Razdelj
Razdelj – wieś w Słowenii, w gminie Vojnik. W 2018 roku liczyła 94 mieszkańców.